# Harold Byrd Mountains
Harold Byrd Mountains är ett berg i Antarktis. Det ligger i Västantarktis. Inget land gör anspråk på området. Toppen på Harold Byrd Mountains är 222 meter över havet.
Terrängen runt Harold Byrd Mountains är huvudsakligen platt.  Trakten är obefolkad. Det finns inga samhällen i närheten.